# Tedaniidae
Tedaniidae é uma família de esponjas marinhas da ordem Poecilosclerida.

## Gêneros
- Hemitedania Hallmann, 1914
- Strongylamma Hallmann, 1917
- Tedania Gray, 1867